# Vladimir Vassioutine
Vladimir Vladimirovitch Vassioutine (en russe : Владимир Владимирович Васютин) est un cosmonaute soviétique, né le 8 mars 1952 et mort le 9 juillet 2002.

## Biographie
Tombé très gravement malade, il dut être évacué en urgence de Saliout 7 en novembre 1985. Ce qui précipita la fin de sa mission dans l'espace.

## Vols réalisés
Il réalise un unique vol le 17 septembre 1985 à bord du vol Soyouz T-14, en tant que membre de l'expédition Saliout 7 EO-4-2. Il atterrit le 21 novembre 1985.